# Обербодниц
Обербодниц (нем. Oberbodnitz) — община в Германии, в земле Тюрингия. 
Входит в состав района Заале-Хольцланд. Подчиняется управлению Хюгелланд/Телер.  Население составляет 248 человек (на 31 декабря 2010 года). Занимает площадь 6,51 км².
Коммуна подразделяется на 22 сельских округа.